# BanG Dream! It's MyGO!!!!!
《BanG Dream! It's MyGO!!!!!》是由武士道的跨媒體製作企劃《BanG Dream!》為原案的電視動畫，於2023年6月至9月播出。總集篇與原名同名的劇場版分為前後篇上映，均於2024年上映。該作以樂團MyGO!!!!!為主角，讲述了这一乐队的组成过程。
制作团队在《BanG Dream!》第三季后重新构思剧本与角色设定，将原本10人26集的故事拆分为两部动画，分别聚焦于不同乐队。动画采用CG与手绘相结合、独特视角镜头表现，力图展现更真实、沉重的人际情感与剧中重大事件。
该作的独特叙事与沉重剧情获高度评价，但也有评论批评其节奏沉闷、剧情复杂难解。作中部分台词成为网络模因。动画播出结束后，官方公布其续作《BanG Dream! Ave Mujica》的相关消息。《Ave Mujica》完结后，官方宣布了新续作相关消息。同时，该作还衍生出了相关漫画与动画。

## 登場人物
MyGO!!!!!
- 高松燈（聲：羊宮妃那）
- 長崎爽世（聲：小日向美香）
- 椎名立希（聲：林鼓子）
- 千早愛音（聲：立石凜）
- 要樂奈（聲：青木陽菜）

Ave Mujica
- 若葉睦（聲：渡瀨結月）
- 豐川祥子（聲：高尾奏音）
- 八幡海鈴（聲：岡田夢以）
- 祐天寺若麥（聲：米澤茜）
- 三角初華（聲：佐佐木李子）

其他
- 純田真奈（聲：反田葉月）
- 真次凛凛子（聲：儀武祐子）
- 都築詩船（聲：小山茉美）

## 製作
在製作主系列《BanG Dream!》第三季後，製作團隊提出了「更真實地描繪角色」以及「描寫劇情中無法逆轉的重大事件」的想法。隨後，武士道的製作人根本雄貴構思出以「讓旋律硬核樂團與金屬樂團出道」為出發點的「嚴肅主題樂團企劃」。當劇本制作至第4集左右時，武士道決定將此作品納入既有的《BanG Dream!》世界觀中。製作團隊因此中止原有劇本撰寫，對角色設計與故事設定做出全面調整。製作组原本計畫講述兩組共10人樂團、共26集的故事，最終決定將核心劇情分配至兩部動畫系列——《BanG Dream! It's MyGO!!!!!》與《BanG Dream! Ave Mujica》，明確劃分兩支樂團的敘事軌跡:28。

### 劇本
系列構成綾奈由仁子表示，將《BanG Dream! It's MyGO!!!!!》定位為語調更嚴肅的戲劇作品，是出於根本雄貴的要求。根本表示，他希望《It's MyGO!!!!!》能够描繪高中生之間充滿歡笑與淚水的真摯人際關係，成為能夠引起年輕世代共鳴的作品。考量到《BanG Dream!》過往作品較為輕快的基調，綾奈起初考虑到「不想讓舊作粉絲疏離」，但導演柿本廣大勸她全力投入沉重基調的創作。柿本自称，观众们的喜好千差万别，前作是面向喜欢正能量作品的观众，而本作则是针对希望认真看剧情的观众:77。他还认为，与其说是沉重，不如说是他希望「创作一部真实的作品」；为了真实性，故事即使走向崩坏也没关系。他称，现实生活中，多数东拼西凑的乐队都不能继续下去，因此动画开头「从失败的乐队的故事开始讲起」:74。最初柿本即没有考虑让乐队的关系很好，而是让成员间的关系充满算计:76。綾奈以自己過去在「背叛與不信任」方面的親身經歷作為靈感，構築了高松燈在劇情中的情感衝突；她亦調查了現實生活中的女子高中生樂團，並從中汲取靈感以塑造部分劇情與角色。在2023年的访谈中，她透露，《It's MyGO!!!!!》在其創作過的所有作品中最为寫實。
根據柿本的說法，《It's MyGO!!!!!》是先创作好故事的走向，然后再从各个成员的视角出发，将她们间的互动串联起来形成故事:74–75。他还透露，本作劇本經歷了多次重大改寫。初期劇情方向依據角色設定展開，但在實際撰寫過程中，角色性格的多面性逐漸浮現，引發了連鎖反應，如動機改變、關係重構、劇情交織等。每次調整都需重新構築後續發展，甚至需推翻已完成的劇本內容，導致部分集數被重寫五至六次。例如，最初設定千早愛音是「行事大膽、外表優等生的歸國子女」，但為了與其他《BanG Dream!》角色（如朝日六花）有所區別，其「追求流行的虛榮心」與「心思縝密的性格」被強化，突出了人性真實感:28–29。他進一步表示，在角色尚未納入企划时，各角色的個性比現在的版本更加尖銳，團隊甚至考慮讓故事以樂團解散作結。在併入整體企劃後，負責人給予他們「完全的創作自由」以發展原創劇情。團隊修正了剧中「過於寫實的元素」，確立了动画整體架構：第一季以MyGO!!!!!為主軸，第二季以Ave Mujica為中心。為了更好地將本作整合進《BanG Dream!》企劃中，編劇團隊決定將角色安排進《BanG Dream!》世界觀中既有的學校，並創作她們與過往角色之間的互動。同时，故事特意加快了节奏感，虽然剧情进展缓慢，但是成员的情感变化多样，借此让观众应接不暇:75。
在設計高松燈的筆記本與書寫風格時，製作團隊參考了多位作詞家的詩集，以及其中的塗鴉與手寫筆記:57。第10集中燈的獨白與詩作則由編劇後藤綠創作。

### 動畫
根據柿本的說法，本作幾乎全數由三次元內部團隊製作，且每位動畫師皆參與了多集內容的製作。創作團隊亦將分鏡與導演工作交由三次元的動畫師負責。三次元社長松浦裕曉指出，本作融合了CG與手繪技術。大部分視覺要素以CG形式製作，同时补入了許多手繪細節，例如頭髮、眼睛與陰影的精緻描繪，尤其是在特寫鏡頭中更為明顯。
松浦表示，第三集全程以長鏡頭方式展現高松燈的主觀鏡頭視角，靈感來自某位藝術家的實景真人作品，他也特別要求該集模仿那種氛圍。為撰寫該集劇本，綾奈觀賞了電影，以理解如何撰寫第一人稱視角的劇情。由於燈在大部分時間內未直接出現在畫面中，其存在主要透過語音與偶爾出現在鏡中的反射來傳達，因此綾奈必須思考如何透過她所目睹的景象來敘事，並形容這是個嶄新的挑戰。她亦指出該集中燈很少使用鏡子，正表現了其性格──幾乎不會看自己的倒影。
第七集中樂團首次演出前，在更衣室內拍攝MyGO!!!!!活動狀況的固定鏡頭亦受到特別關注。綾奈為撰寫該場景，參考了隱藏攝影機綜藝節目。松浦說明，在廣角鏡頭中角色始終保持移動，這雖非一般動畫的標準做法，但使場景更具真實感。柿本亦認同固定鏡頭系統能更自然地捕捉樂團成員間的互動，有別於紀錄片常見的貼身跟拍視角:87。他希望觀眾能感受到自己彷彿是MyGO!!!!!的現場工作人員，甚至是成員之一。
為了呈現部分場景的動畫，編劇與動畫師在會議中會實際演出劇情。其中綾奈就親自演出了她對第八集結尾時長崎爽世懇求豐川祥子重組CRYCHIC場景中爽世動作的想像，而她的共同編劇則扮演祥子進行模擬。動畫中的現場演出場景皆由真實音樂人錄製，包括Aqua Timez的吉他手長谷川大介與木下龍平。於千早愛音演奏時失誤的場景中，長谷川特意彈錯弦，並錄下特寫手部動作的影片作為三次元的參考素材。第10集中，分鏡師梅津朋美豐富了現場演出場景的細節，而動畫師則在CG導演大森大地與遠藤求的指導下，即興發揮角色表情與演技細節。
为椎名立希配音的林鼓子透露，片头动画据称是以「现实中的乐队MV」为灵感制作的。柿本称，这能体现出乐队的「真实色彩」，无论晴雨，乐队成员都在演出，极具现实感。

### 音乐
本作的配乐由Elements Garden的藤田淳平与藤间仁负责。藤田在访谈中提到，前几季《BanG Dream!》动画的音乐旋律都比较强劲，然而该作剧情更显沉重，因此他特意「收了收旋律」；不过，由于千早爱音等角色也有许多轻松片段，他仍部分沿用了第一季动画中的流行小调。第1集中，为凸显不安氛围，导演柿本选用肖邦创作的雨滴前奏曲（即钢琴前奏曲第15号）作背景乐，认为与剧情契合度极高。此外，本作是系列中首次为各个角色设计独立主题曲，藤田在创作时尤其注重每位角色的特质及准确传达。导演柿本还提及，MyGO!!!!!的创作理念在于「把个人情感直接写成曲子」；关于其演唱风格，音乐制作人绪方航贵透露，他们最初即想让其与原先乐队有所不同，故考虑了青春朋克和旋律硬核等风格。
动画的片头曲与片尾曲分别为壱雫空和栞，均由MyGO!!!!!演唱。壱雫空以旋律硬核与摇滚风格为主，其于MyGO!!!!!的第4场演唱会上首次公开，也是成员阵容公布后的首支演唱曲目。该歌曲由SUPA LOVE的藤原優樹作词，hisakuni作曲:35。饰演高松灯的羊宫妃那认为这首歌情绪明朗，歌词（若是将要雨过天晴）能够体现出乐队「迷茫着也要前行」的特点；饰演要乐奈的青木阳菜也持类似观点。林鼓子指出，这句歌词与CRYCHIC解散剧情相呼应。在这首曲子中，「雨」的意象被多次强调，与动画情节紧密呼应。羊宫妃那演唱时选择了通唱的方式来强化故事感，但在把握演唱力度时犯难：若是太柔，则容易被其他乐器掩盖；若是太刚，则不能体现出「灯的青涩感」。该歌曲采用两拍律动，且曲子结构较为复杂，对节奏组的要求较高。栞为原声编制、节奏舒缓的曲子，带有民谣风格；其先由Elements Garden的织田明日香作词，再由藤田谱曲。应柿本的要求，片尾曲需要让观众「稍微松口气」的同时又带点「落寞或寂静感」，因此藤田采用「像创作型歌手自弹自唱」的编曲方式。音乐开篇仅以吉他伴奏，随后才逐渐加入更多乐器；第二段采用了无品贝斯和打击乐器，但动画仅采用首段音乐。羊宫妃那自称，她演绎这首歌时怀有「包容感」，尽量避免曲调悲伤，从而让动画各时期灯的心境都能与这首歌对应。
春日影在剧中多次出现，最初即被定位为CRYCHIC的歌曲，后续会被MyGO!!!!!翻唱:75。该歌曲为3/4拍，含有古典元素，给人以温暖的感觉。由于剧情中是灯先写歌词，应柿本的要求，其亦先由织田作词，再由藤田谱曲:75，并且歌曲录制在动画配音前即已完成。柿本希望将灯的「在CRYCHIC找到了栖息之地」以及「将自己带到了只凭自己无法触及的地方」这些情感写入歌词中:75。歌中反复出现（闪闪发光）等明快字词，体现出灯所感知的周围世界；（光芒温柔地携我同行）等语句，突出灯对CRYCHIC的强烈归属感。藤田在作曲时，也是以（闪闪发光）为灵感，由副歌开始往回推到B段、A段。他先制作了CRYCHIC版，因希望其更「高雅」而加入风琴、钟琴等乐器，然后再改编成MyGO!!!!!所用配器。藤田自称，他尤其注意到该曲「由灯独自写词，后被同伴拾起」的主题，认为它对CRYCHIC意义重大。两种版本在演唱处理上也各有特色：CRYCHIC尚未解散时，主唱仍然低着头唱，用略显「生涩稚拙」的方式带给观众感动与震撼；而在MyGO!!!!!中时，灯已然怀着与过去不同的决心，更表现出她是在「唱歌而非说话」。
动画第3集中的想要成为人类之歌由绫奈作词。动画情节中，其歌词是丰川祥子将灯笔记本中的零散字句拼接起来的，（我为什么会这样）等语句体现出了灯内心的灰暗。藤田介绍，虽然歌曲主题沉重，但他刻意让曲子听起来「偏轻盈流畅」，以符合即兴哼唱的特点。由于他先前创作了春日影，对MyGO!!!!!的曲风有一定了解，因此作曲仅花了30分钟。
迷星叫是MyGO!!!!!的首支原创曲，在12集中亮相。其由藤原作词:16，采用「夜空的星」、「流星」等意象；作曲家长谷川大介起初并不是为MyGO!!!!!专门创作该歌，但在了解乐队后，认为这首歌与其十分契合，又融入了MyGO!!!!!的特色。他还提到，该曲与常见的励志主题不同，更多表现出青春时的迷茫，据此采用简明的器乐伴奏突出歌词中的「纠结状态」，并兼顾整体氛围以期留下深刻印象。第7集中的插曲碧天伴走由藤原作词，木下龙平作曲:71；创作该曲时剧本还没完全定型。作为中后期剧情的重要转折曲，木下表示需在副歌中加入悲伤与阴影元素，却也保持一定振奋感，好让「热血」与「释放感」并存，凸显「纵然前行，也并非轻松无忧」。第10集中，乐队演奏了詩超絆，绪方航贵谈到，为体现乐队重组的过程，他在编曲中设置了乐器一一进场，场景逐渐丰盈的效果。该歌曲亦由藤原写词:97，以灯向队友「呼唤」为主，（曾能让我尽情拥抱暖阳的春天）体现了对春日影的致敬；青木阳菜认为，这首带有朗诵的歌让人更深入地感受到诗意。12集中的迷路日々以上一集的故事情节为基础而创作，采用了较多合唱段落，以面向观众。饰演千早爱音的立石凛认为这首歌强调了「迷路」与「迷茫」，但不显负面，而是伴随「疾走感」；羊宫妃那坦言，与春日影相比，这首歌已然展现出灯的成长，从被动的「别离开我」变为主动的「留住他人」。

## 發行與播映
2023年4月9日，在MyGO!!!!!的第4場演唱會上，武士道除了公佈樂隊成員身份外，還宣佈推出將於同年夏季首播的電視動畫《BanG Dream! It's MyGO!!!!!》。5月24日，電視動畫的製作發佈會中，官方公佈《BanG Dream! It's MyGO!!!!!》定於6月29日22時於TOKYO MX、ABEMA首播，當日會連播第1至3集；同日亦公開主視覺圖、片頭動畫等。日本地区，该动画还通过愛知電視台、SUN電視台、靜岡放送、BS日視、AT-X等渠道播出。中国大陆地区由哔哩哔哩播出，武士道在哔哩哔哩的官方账号「MyGO_AveMujica」还投稿动画正片，供用户限时免费观看。2025年3月，台湾动画代理商木棉花国际举办了「邦邦世家」马拉松直播，播出了《BanG Dream! It's MyGO!!!!!》以及《BanG Dream! Ave Mujica》两部动画。
2024年4月，官方发售了动画的蓝光光碟。
總集篇與原名同名的劇場版分為前後篇上映，前篇於2024年9月27日上映，後篇於同年11月8日上映。

## 剧集列表
| #1 |                      | 綾奈由仁子 | 柿本廣大                 | 遠藤求               | 遠藤求                     | 6月29日 |
| 高松灯、丰川祥子、长崎爽世、椎名立希、若叶睦原为「CRYCHIC」乐队成员，某天祥子突然宣布要退出乐队，乐队旋即解散。千早愛音在高中一年級春末、日本黄金周前，才从英国轉學到羽丘女子學園。她發現樂隊在學校裏蔚為風潮，決定要組樂隊。她发现了弹钢琴的祥子，邀请其后遭婉拒。与此同时，来自月之森女子学院的爽世试图借由同班同学、祥子的青梅竹马若叶睦联系上祥子，但睦对此支支吾吾。随后，爱音了解到班上被稱為「羽丘的不可思议女孩」的燈有在寫歌詞，決定找她加入。灯因CRYCHIC的解散冲突而犹豫不决，受爱音鼓励后询问她能否「组一辈子的乐队」，但因爱音哭笑不得的回应而尴尬跑开。爱音在live house「RiNG」门前追上灯并道歉，兼职员工立希听到对话后，拦下爱音并对其发怒。:30—31                                |                      |            |                          |                      |                            |         |
| #2 |                      | 後藤綠     | 梅津朋美                 | 遠藤求               | 遠藤求                     | 6月29日 |
| 千早爱音在「RiNG」招募乐队成员时，遇到了长崎爽世，后者目睹了她与椎名立希的冲突。两人在「RiNG」咖啡厅里交谈时，要乐奈进入咖啡厅并开始弹奏吉他。爱音提及她联系过高松灯组建乐队，这引起了爽世的兴趣，爽世由此推测出爱音与灯在同一学校，打算借此机会与灯重聚，便同意加入乐队。而爱音对此毫不知情，因能够组乐队而感到高兴。与此同时，丰川祥子与若叶睦会面，并请求睦对爽世隐瞒她的下落。翌日，爱音与爽世在「RiNG」谈论乐器编制及乐队成员，立希受到爽世邀请后断然拒绝，爱音借此了解到「CRYCHIC」的往事。随后她给灯发信息，约她见面并询问她在「CRYCHIC」中的经历。:32—33 |                      |            |                          |                      |                            |         |
| #3 |                      | 綾奈由仁子 | 柿本廣大                 | 大森大地 山之口創    | 大森大地 山之口創          | 6月29日 |
| 高松灯以第一人称视角回憶起組成CRYCHIC的經過。她是個感性比較特殊的人，從小就覺得自己有點偏離這個世界，人際關係不甚順遂。某次她在天桥上探身试图接住栏杆外飘落的花朵，丰川祥子误以为她要轻生，上前扑倒后擦伤膝盖。灯将祥子带回家包扎伤口，二人因此相识。祥子意外发现了灯的笔记本，错把其中的文字当作歌词，并用钢琴即兴演唱，随后邀请灯组建乐队。灯答应后，在祥子的引见下认识了若叶睦、长崎爽世和椎名立希，五人组成了乐队「CRYCHIC」，并创作了乐队首支歌曲，并借此举办了首场演出。演出获得成功后，灯看到了对其歌声的批评，祥子查看手机时露出惊讶的神情；几天后，她无故退出「CRYCHIC」，乐队就此解散。之后，灯倍受打击，再次回归到孤独状态。:34—35                                 |                      |            |                          |                      |                            |         |
| #4 |                      | 小川瞳     | 林翔子                   | 古賀公一郎           | 古賀公一郎                 | 7月6日  |
| 听完高松灯的故事后，爱音鼓励她再次尝试。爽世随后赶到，同样劝慰灯，但灯仍然心存疑虑，匆匆离去。爽世与爱音讨论起这个问题，爱音透露祥子已经从月之森转学到羽丘。爽世便前往羽丘，试图与祥子和解，但祥子拒绝与她交谈。接着，爱音召集爽世和灯到RiNG，催促她们与坐下来讨论此事。虽然立希责怪祥子退出乐队，但灯却因记起那条负面评论而认为自己的歌声有问题，但爽世坚持认为没有人应为此承担责任。灯在得知立希并未生自己的气后，决定投入到乐队中。爽世提议重新组队，并承诺大家会一直在一起，将来若有分歧也会好好沟通。虽然爱音对她们的决心仍有些犹豫，但大家最终一致同意开始筹备演出，此时乐奈正满怀兴趣地观察着这一切。在首次排练时，爱音坦言自己吉他经验有限，此时乐奈出现。:36—37      |                      |            |                          |                      |                            |         |
| #5 | 我沒有逃避！         | 和場明子   | 森田紘吏                 | 大森大地             | 大森大地                   | 7月13日 |
| 要樂奈的吉他技术高超，因覺得高松灯是「有趣的女人」，而決定加入她們的樂隊。不久後，因為「RiNG」臨時多出一段表演時間，她們突然有了参加第一次演出的機會。最初，燈害怕重蹈覆辙，而拒絕參加演出。樂隊眾人爭論是否參加演出，當椎名立希指出千早愛音一直在逃避後，愛音逃跑并遇到其初中同学，后者认为爱音在国外留学，却穿着羽丘校服，而十分困惑。燈緊隨其後找到愛音，並帶她到水族館。在水族館，爱音向燈承認自己一直在逃避；愛音在英國留學時，跟不上周圍的同學，所以放棄留學回到日本，並在奇怪的時間點轉學到羽丘。两人經過一番內心掙扎後，下定決心，決定参加演出。:38—39 |                      |            |                          |                      |                            |         |
| #6 | 怎麼事到如今         | 後藤綠     |                          | 古賀公一郎           | 古賀公一郎                 | 7月20日 |
| 在乐队讨论该在演出中演奏哪首歌时，椎名立希提出春日影，但爽世对此表示犹豫。燈為了這次演出寫了一首新歌，立希为此作曲。然而，千早爱音拙于演奏，而要乐奈却能轻松演奏，立希因此决定招募乐奈加入乐队。但乐奈时常缺席排练，乐队难以形成整体默契。与此同时，爽世告诉睦她打算重组「CRYCHIC」，并邀请睦加入乐队。睦拒绝了邀请，并将此事告知了祥子，后者认为这是爽世对她的报复，计划参加演出以便与爽世对质。立希由于过度模仿祥子的乐队领导和作曲能力，加之工作过度而情绪爆发，开始逃避排练。爱音和灯前往花咲川找立希，质问她为何缺席。在那里，他们遇到了乐奈，得知她竟是一名花咲川的初中学生。:40—41                                                                                     |                      |            |                          |                      |                            |         |
| #7 | 就算今天的演唱會結束 | 綾奈由仁子 | 梅津朋美                 | 梅津朋美             | 遠藤求 宮田拓實            | 7月27日 |
| 第一次演出上，眾人都十分緊張，起始表演並不順暢，高松灯起初演唱聲音也十分小，但看到丰川祥子和若叶睦来看這次演出后才變得大聲，眾人的演奏也開始漸入佳境，第一首曲演出獲得觀眾的掌聲。接着在燈的MC后，要乐奈順勢演奏起了春日影，祥子被這一舉動震驚，含淚離開現場，並向青梅竹馬三角初華傾訴。演出結束後，當其他成員認為演出取得出人意料的成功感到十分高興，长崎爽世卻非常生气，质问她们为什么要演奏春日影。:42—43 |                      |            |                          |                      |                            |         |
| #8 | 為什麼               | 小川瞳     | 森田紘吏                 | 古賀公一郎           | 古賀公一郎                 | 8月3日  |
| 演出结束后，长崎爽世因自己重组CRYCHIC的计划被打破，而没再出席乐队的練習，并一直尝试联系丰川祥子道歉。千早爱音和高松灯想等爽世来乐队再進行练习，但椎名立希希望不用管爽世。祥子后来约出三角初华谈心，并透露了她的新计划。爽世在推测出祥子将其拉黑后，通过睦帮忙找到了祥子；爽世对祥子当面道歉，并解释是为了复活CRYCHIC，但祥子告诉她CRYCHIC绝对不可能复活；之后爽世哀求祥子回到乐队，祥子却斥责爽世只是为了自己。:44—45 |                      |            |                          |                      |                            |         |
| #9 | 解散                 | 和場明子   | 奧川尚彌                 | 遠藤求               | 遠藤求                     | 8月10日 |
| 在被丰川祥子拒绝后，长崎爽世不再理会乐队活动。在一段回忆中，爽世讲述了自己与常因父母离异而常年缺席的母亲一起搬进新顶层公寓的往事，以及在月之森中学就读时，成为学校铜管乐团低音贝斯手的经历。她的出色演奏吸引了丰川祥子的注意，并有人邀请她加入后来成为「CRYCHIC」的乐队。因「CRYCHIC」解散及祥子的话令她痛心，爽世坚称自己所做的一切都是无私的。椎名立希通过姐姐的关系直接找爽世，但爽世说明了就是为了恢复「CRYCHIC」而重新组建乐队，千早爱音和要乐奈只是意料之外，并知道立希也是这样的想法。立希知道爽世回到乐队无望后，找了同班同學八幡海铃做替补贝斯手，但练习不顺利，海铃判斷現場狀況並選擇离开后，立希道出了与爽世交谈的事，愛音知道自己是意料之外后也退出了樂隊。:46—47 |                      |            |                          |                      |                            |         |
| #10 | 一直迷失着           | 後藤綠     | 梅津朋美                 | 梅津朋美             | 大森大地 遠藤求            | 8月17日 |
| 乐队分崩离析，高松灯认为是自己的错。灯去星象馆时偶然遇見三角初华並得到她建议用歌来传达自己的想法；于是灯包下了RiNG全部Live之间的空隙时间来单人唱诵诗歌，要乐奈在感到她又變得有趣後也参与了伴奏，甚至也将立希也拉入伴奏中。灯独特的演出引起人们的注意，灯也重新将爱音说服而拉回乐队。之后爱音跟隨爽世回家，并用激将法使她来到演出现场，灯将她强行拉上舞台，众人在即兴演奏的中相互理解并和好。:48—49 |                      |            |                          |                      |                            |         |
| #11 | 即使如此             | 小川瞳     | 森田紘吏                 | 古賀公一郎           | 古賀公一郎                 | 8月24日 |
| 由于高松灯多预定了一场三天后的Live，于是众人开始准备之后演出的新歌曲和演出服。五人齐聚在长崎爽世的顶层公寓，集思广益，共同创作新曲，而千早爱音则负责搭建乐队的社交媒体账号。大家在认识到各自的缺点，逐渐建立起了真挚的友谊。就在演出前一晚，乐队在爱音家中敲定了新歌和服装时，要乐奈敞开心扉，说出了自己在Space关闭后寻找归属感的愿望。灯将乐奈的愿望理解为继续以乐队形式前行，并承认他们在前进的路上必然会感到迷茫和受伤。爱音受到启发，拿出一张自己的笔记，建议给乐队取名为「」（迷路孩子的乐队）。:50—51 |                      |            |                          |                      |                            |         |
| #12 |                      | 和場明子   | 林翔子 日高初美 鈴木大介 | 大森大地             | 大森大地 山之口創 鈴木大介 | 8月31日 |
| 三天后的Live上，众人演出了、，取得成功。樂隊的名字，起初是千早愛音從燈的草稿中找出「」一詞，命名作「」（迷路孩子的乐队）。高松灯根据众人的经历取名乐队为寓意「迷路孩子的乐队」的「MyGO」，爱音在灯乐队命名的基础上加上代表五人的五个感歎號。爽世留意到若葉睦送的黄瓜，追出去将黄瓜退回给她。不久后，丰川祥子接到了通知，一位美妆网红祐天寺若麦主动联系她。祥子便借此机会招募其加入她的新乐队，还请求若麦将自己的生命托付给她。:52—53 |                      |            |                          |                      |                            |         |
| #13 | 唯一能相信的只有自己 | 綾奈由仁子 | 奧川尚彌                 | 山之口創、小川浩太朗 | 山之口創、小川浩太朗       | 9月14日 |
| 丰川祥子去找若叶睦，打算招募她加入自己的乐队，睦因担心祥子的精神状态，立刻答应了。与此同时，MyGO!!!!!庆祝着之前演出的成功，并坚信自己可以终生参与乐队活动，即使要走出过去的创伤，他们也会不断前行。长崎爽世私下对高松灯坦白，她觉得灯的歌词让自己感到不安，因为这些歌词触动了她的自卑情结，并表示她现在终于能够直面这些问题。听到这番话后，第二天灯试图与祥子和解，但遭到拒绝，祥子离开时只留下苦涩的祝福。不久后，丰川祥子组成新乐队「Ave Mujica」，举行了第一次演出。演出后，祥子自己乘電车回到自己落魄的家中。:54—55 |                      |            |                          |                      |                            |         |

## 主題與解析
有別於《BanG Dream!》主系列，《It's MyGO!!!!!》著重於自然發展的劇情與人際衝突。導演柿本廣大表示，本作深入描寫更為嚴肅的故事內容，例如人們陰鬱的情緒、衝突與錯綜複雜的關係。他指出，本作跳脫了過去系列「因為彼此喜歡而組成樂團」的動畫框架。他還提到，《It's MyGO!!!!!》講述的是角色不再掩飾那些曾經想要隱藏的缺陷與羞恥，並在內心受傷的狀態下仍努力尋求與他人的連結。根本雄貴則認為，在一個人們容易透過社群媒體與網路相互比較的社會風氣下，他認為描繪掙扎與真實人性的作品能夠帶來更強烈的情感共鳴。椎名立希的聲優林鼓子提到，《It's MyGO!!!!!》的一大核心主題是「尋找歸屬感」。根據Anime Feminist的分析，該系列觸及了憂鬱、焦慮、害羞、無社會性、跟蹤、父母虐待、離婚影響以及因微暴力而產生的社會疏離感等內容。Animate Times評論員指出，該作描繪了充滿混亂的人性劇，強調成員之間的摩擦與角色自以為是的行為，因此該動畫有時被稱為「憂鬱系動畫」。
Oricon評論員遠藤政樹指出，本作在眾多樂團題材動畫中脫穎而出，藉由細膩的情感描寫，表現出缺乏激情的痛苦與青春期的挫折感，並展現了如現實世界般的緊張人際關係。他認為這種手法反映出近年以社交恐懼症主角為中心的作品趨勢，例如《古見同學有交流障礙症。》與《孤獨搖滾！》等作品受到觀眾喜愛後的發展。Natalie的記者太田祥暉則將「女孩們表達自身情緒」視為本作的敘事核心。他認為，《It's MyGO!!!!!》圍繞著兩個主軸展開：一是交織的人際關係最終所通向的情感糾葛；二是青春期特有的自我意識，並透過女子高中與女子樂團這兩大主題進行描寫。
日本線上雜誌電faminicogamer評論員川野優希將千早愛音詮釋為現代人的隱喻。他形容該角色「表面開朗，實際上卻自私且不願付出努力」。他亦指出，本作的情感風格較為沉重，以「比現實更具寫實感」的方式描寫人際關係的複雜與角色的痛苦，風格類似日本的日間劇與韓劇。電faminicogamer評論員Leyvan則觀察到，《It's MyGO!!!!!》中呈現出「教科書般精準」的人際互動效應。他認為，2010年代社群媒體與其他科技的發展，加上COVID-19疫情，導致年輕世代在青春期中未能培養出人際溝通與社會技巧，而《It's MyGO!!!!!》正反映了這些焦慮，成為「映照時代的作品」。此外，他表示，本作對於共同情感創傷的描寫，會因觀眾投射自身人生經歷與當前處境而產生無數種解讀。

## 評價

### 敘事和劇情
動畫新聞網評論員克里斯多福·法里斯（Christopher Farris）在動畫開播前曾表示期待觀察《BanG Dream! It's MyGO!!!!!》將如何融入整體企劃中，並於播畢後撰文評論整部作品。法里斯稱《BanG Dream! It's MyGO!!!!!》為「令人印象深刻的憂鬱風格」，其節奏因有別於如《Love Live!》或以往《BanG Dream!》作品而具有吸引力。他讚揚綾奈由仁子的劇本和角色設計，以及相較以往《BanG Dream!》作品更具情感重量與戲劇基調差異的敘事，稱本作為「系列中最具野心的作品」，並表示其重新燃起了自己作為《BanG Dream!》粉絲的熱情。法里斯更選其為他在2023年夏季與全年最喜愛的作品，並表示對續作抱持高度期待。法里斯也將歌曲碧天伴走列為2023年最佳動畫歌曲之一，指出該曲於第7集中展現了高松燈的角色成長。儘管給予高度肯定，法里斯仍認為最終回為「略顯突兀的結尾」。動畫新聞網評論員詹姆斯·貝克特（James Beckett）則不喜歡本作的敘事基調，覺得內容相較之下顯得沉悶；動畫新聞網評論員理查德·艾森貝斯（Richard Eisenbeis）則認為劇情難以理解。
Real Sound評論員德田要太強調，《BanG Dream! It's MyGO!!!!!》的劇情有別於過去偶像動畫的風格。德田要太指出第7集中在成功演出後反而描寫樂團成員分裂的情節，體現了「搖滾精神」，顛覆音樂動畫的既有常規。德田要太亦讚賞第10集的演出，認為「她們似乎試圖創造一種新的循環，藉此抵抗、擺脫悲劇的輪迴」。巴哈姆特電玩資訊站特約編輯「學院派天秤座」也認為本作與同企劃前作耀眼奪目的風格不同，而是圍繞迷茫與掙扎、失落與不安展開，通過慢熱型的敘事來挑逗觀眾的情緒，營造陰暗抒情的氛圍。「學院派天秤座」還提到，動畫中出現的歌曲也抱持着這樣的心境，但正如本作主角樂團名稱「迷路的孩子」所傳達的那樣，「即使遍體鱗傷、步履蹣跚仍要不斷前行」。Anime Feminist評論員Brock K也指出本作處理衝突的方式有別於同類型作品的慣例，並稱其更具戲劇性的基調與風格讓所有角色突破原型角色，成為有缺陷卻完整立體的真實人物。觸樂編輯周斌稱讚《BanG Dream! It's MyGO!!!!!》的劇情撲朔迷離，每一集都有意料之外情理之中的展開，是「无法预测的命运之舞台」。Oricon的遠藤政樹评论道，该作故意偏离传统闪耀青春音乐动画的套路，因此反而引发了观众的共鸣与认可。

### 角色設計
角色方面，尤其是高松燈，獲得了動畫新聞網評論員普遍好評。史蒂夫·瓊斯（Steve Jones）強調本作中被解讀為百合的潛台詞，並將其歸因於綾奈由仁子曾創作《輕拍翻轉小魔女》等百合作品的經歷。瓊斯特別讚賞第3集以第一人稱視角呈現的「大膽且近乎實驗性」手法，以及第8集中長崎爽世與豊川祥子爭執的場景，稱之為年度最喜愛場面，並形容其為「簡直就像前任戀人間的爭吵」。瓊斯還將千早愛音選為年度最愛角色，讚賞她的情感深度、獨特性與整體發展。
尼克·克里默（Nick Creamer）於Crunchyroll部落格撰文指出，儘管有些粉絲可能難以接觸到本作，但其有別於類似《Love Live!》的正喜劇風格，最終成為他2023年「最受喜愛的作品」之一。克里默指出本作融合了「痛苦的個人戲劇、豐富的角色成長與……真情流露的音樂演出」。克里默亦認為編劇綾奈由仁子為作品注入骨幹與靈魂，構築出「情感障礙與人際連結交織而成的精緻網絡」，並細緻處理角色表現與視覺構圖，透過誇張的心理劇風格使其在眾多少女樂團企劃中脫穎而出。觸樂編輯周斌則表示本作相比其他青春、歡樂的偶像動畫，劇情更為壓抑，但人物的動機又真實可感，塑造了立體鮮活的角色形象。

### 視覺風格與動畫
動畫新聞網評論員對《BanG Dream! It's MyGO!!!!!》的視覺風格褒貶不一：貝克特肯定該作的3D動畫與視覺風格，評價其雖然和Studio Orange的作品還有一段差距，但3D動畫表現相當有表情且具動感；尼古拉斯·杜普里（Nicholas Dupree）則認為色彩、燈光與合成讓角色顯得有些白平衡不足；克里斯多福·法里斯也指出部分畫面「過於泛白或過於昏暗」；麗貝卡·西爾弗曼（Rebecca Silverman）批評角色臉部總給人一種微妙的不自然感，對鏡頭在角色身上上下移動也感到不舒服。巴哈姆特電玩資訊站特約編輯「學院派天秤座」也批評《BanG Dream! It's MyGO!!!!!》3D動畫中人物表情、動作僵硬不自然，像VTuber演出，不如傳統2D動畫精細。
《深焦艺文志》評論員rocefactor讚揚《It's MyGO!!!!!》中的3D電腦圖像動畫，認為其建模、角色動作與行為、光影效果皆超越傳統手繪動畫對寫實的追求，展現出獨特的情感表達與視覺美感。rocefactor特別稱讚第3集中使用的第一人稱敘事與第7集中固定鏡頭的切換，指出「其核心是一種源自創作意圖的主觀性，巧妙地隱藏於由兩種排除與限制形式定義的倫理框架之中……其中既有精確的計算，也有劇作家自我觀察的痕跡顯現。」儘管如此，rocefactor亦批評過度依賴此類手法可能損害場景的感性與角色的真實感。

## 反響
《BanG Dream! It's MyGO!!!!!》在2023年於Reddit的「r/anime」子版塊舉辦的動畫大賞中，由評審團授予「年度動畫獎」；並在5ch票選中被評為2023年度最佳動畫。
自《BanG Dream! It's MyGO!!!!!》播出以來，動畫中許多臺詞也成為網路迷因。例如，椎名立希的臺詞「那傢伙竟敢無視燈」，長崎爽世的臺詞「為什麼要演奏春日影」，千早愛音的臺詞「我愛慕虛榮啦」、「是又怎樣」，以及高松燈的臺詞「一輩子玩樂團」等。粉絲間还出現「一輩子警察」的衍生迷因。動畫第8集中長崎爽世向豐川祥子下跪道歉的橋段（包括爽世的臺詞「只要是我能做的，我什麼都願意做」，祥子的回應「妳這個人，滿腦子都只想到自己呢」等）也成為熱門二次創作素材。聯合新聞網編輯希洛評論道，這些臺詞由於不需要前後文即可成立，所以泛用性極高。希洛表示，之所以「那傢伙竟然敢無視燈」能成為泛用性強的名梗，是因為「燈」字在中文語境十分常見，故在其他題材的影片中也可以拿來惡搞使用；高松燈心思纖細但發言卻十分沉重，始终希望與他人「組一輩子樂團」，使得「一輩子」這一關鍵詞極具記憶點；動畫第8集的名場面宛如電視台八點檔狗血劇情，放在任何需要求情的場合都可以使用，因此得以成為迷因。雅虎新聞編輯MrSun則稱讚「是又怎樣」簡潔有力，在面對他人質疑或挑釁時，可以展現出不在乎的態度，因此在MyGO!!!!!相關名台詞中最為實用；「那傢伙竟然敢無視燈」這句臺詞經常被網友拿來調侃自己被他人忽視的感受。MrSun還提到椎名立希常用的非常不禮貌的口頭禪「？」，意思為「你是想要怎樣？」，因為與中文語氣詞「哈？」發音相同，故被網友當作迷因圖片使用。椎名立希的台詞「這傢伙根本什麼也不懂，我要拉黑他」亦獲提名2023年動畫流行語大賞的最高獎。
2024年底，桃園市Xpark水族館為剛出生的國王企鵝寶寶舉辦了網路取名投票活動。由於動畫《BanG Dream! It's MyGO!!!!!》中的角色高松燈曾在劇中造訪水族館觀賞企鵝，因此命名活動吸引了該部動畫粉絲的關注與參與，最終高松燈的暱稱「Tomorin」於12月10日在票選活動中獲得最高票，成為企鵝寶寶的新名字。此消息也成為動畫聲優們在廣播節目「MyGO!!!!!的『迷子集會』」中的熱門話題，飾演高松燈、要樂奈、長崎爽世的聲優羊宮妃那、青木陽菜、小日向美香均表示希望前往台灣一睹企鵝寶寶「Tomorin」的風采。

## 衍生作品
以MyGO!!!!!成員的日常生活為主題的短篇動畫系列《MyGO!!!!!》自2022年8月起於MyGO!!!!!的YouTube頻道上連載。该动画講述了樂團成員的日常生活，風格與電視動畫相反，展現出輕鬆溫馨的氛圍。
由創作劇情、由作畫，並以長崎爽世的視角重述故事的漫畫改編作品《BanG Dream! It's MyGO!!!!! 在雨中搖曳，祈求晴天》於2024年10月21日公布。該作自2024年12月27日起於《Comic Growl》三語（日語、英語以及簡體中文）連載。

## 續作
在動畫第13集暨最終集於2023年9月14日播出後，《BanG Dream! It's MyGO!!!!!》的正統續作《BanG Dream! Ave Mujica》正式宣布製作。該作於2025年1月2日至3月27日播出，主要製作團隊與聲優陣容多數回歸。隨後，在《Ave Mujica》最終集於2025年3月27日播出後，武士道又宣布了《It's MyGO!!!!!》與《Ave Mujica》的續篇製作消息。

## 腳註

### 來源
1. 1 2  . リスアニ！. 2023-04-13  [2024-11-25]. （原始内容存档于2023-08-20） （日语）.
2. 1 2  . ナタリー. Natasha. 2023-09-07  [2024-11-25]. （原始内容存档于2024-12-02） （日语）.
3. 1 2 3 4 5 6  . リスアニ！. 2023-09-16  [2024-11-25]. （原始内容存档于2024-07-23） （日语）.
4. ↑  . 電視動畫《BanG Dream! It's MyGO!!!!!》官方網站.   [2025-04-01]. （原始内容存档于2023-11-10） （日语）.
5. 1 2  . . No. 299（2025年4月号） (). 2025-02-28: 28–31  [2025-04-07]. ASIN B0DYJBXZHN. （原始内容存档于2025-03-12） –BOOK☆WALKER （日语）.
6. 1 2 3 4  Ayana, Yuniko; Takeda, Ayano. . ナタリー. Interview and text by Harunoto. 2023-09-07  [2025-02-25]. （原始内容存档于2025-02-27） （日语）.
7. 1 2 3  . Febri. 2023-10-30  [2025-03-07]. （原始内容存档于2025-03-07） （日语）.
8. 1 2  . 界面新聞. 2023-09-28  [2025-03-12]. （原始内容存档于2024-06-18） （中文（中国大陆））.
9. 1 2 3 4 5 6 7 8   . . No. 281（2023年10月号） (). 2023-08-30: 74–77. ASIN B0CFW4CHSL （日语）.
10. ↑  . Febri. 2025-03-31  [2025-03-31]. （原始内容存档于2025-04-01） （日语）.
11. 1 2 3 4 5 6  柿本広大. . Anime Recorder (访谈). 2023-11-09. （原始内容存档于2023-11-13） （日语）.
12. 1 2 3 4 5 6 7 8 9 10 11 12 13 14 15  高山紗良; 齊藤幹; 佐藤心 (编).  . Bushiroad Works. 2024-04-29. JAN 4589794568256 （日语）.
13. 1 2  柿本広大. . Anime Recorder (访谈). 2023-09-13  [2025-04-03]. （原始内容存档于2024-09-10） （日语）.
14. ↑  . アニメイトタイムズ. 2025-03-06  [2025-03-30]. （原始内容存档于2025-03-19） （日语）.
15. 1 2 3  . Real Sound（日语：リアルサウンド）. 2024-10-19 （日语）.
16. 1 2 3 4  . Febri. 2023-10-31  [2025-03-19]. （原始内容存档于2025-01-28） （日语）.
17. 1 2 3 4 5  The Anime News Network Editorial Team. . Anime News Network. 2023-09-25  [2025-02-18]. （原始内容存档于2025-02-09） （英语）.
18. 1 2  塔塔君; rocefactor. . 深焦艺文志. 2023-10-23  [2025-04-01]. （原始内容存档于2025-04-01） –微信公眾號 （中文（中国大陆））.
19. 1 2 3 4 5 6 7 8  長谷川大介; 木下龍平; 札ノ辻泰紀; 緒方航貴. . リスアニ！.  與北野創的访谈. 2023-09-08  [2025-04-03]. （原始内容存档于2025-01-15） （日语）.
20. 1 2 3 4 5 6 7 8 9 10 11 12 13 14 15 16  羊宮妃那; 小日向美香; 林鼓子. . リスアニ！.  與北野創的访谈. 2023-07-09  [2025-04-03]. （原始内容存档于2024-07-26） （日语）.
21. 1 2 3 4 5 6 7 8 9 10 11 12 13 14 15  羊宮妃那; 藤田淳平. . リスアニ！.  與北野創的访谈. 2023-07-28  [2025-04-03]. （原始内容存档于2024-07-26） （日语）.
22. 1 2 3 4  松本大輔; 服部健; 関口真一郎 (编).  . Ritto Music. 2023-11-20. ISBN 978-4-8456-3959-5 （日语）.
23. 1 2  立石凛; 青木陽菜. . リスアニ！.  與北野創的访谈. 2023-07-21  [2025-04-03]. （原始内容存档于2024-05-22） （日语）.
24. ↑  羊宮妃那; 立石凛; 小日向美香. . リスアニ！.  與北野創的访谈. 2023-08-11  [2025-04-03]. （原始内容存档于2024-05-24） （日语）.
25. 1 2 3 4  羊宮妃那; 立石凛; 青木陽菜; 小日向美香; 林鼓子. . リスアニ！.  與北野創的访谈. 2023-09-15  [2025-04-03]. （原始内容存档于2024-05-24） （日语）.
26. ↑  . ナタリー. 2023-04-09  [2024-11-25]. （原始内容存档于2023-07-21） （日语）.
27. ↑  . ナタリー. 2023-05-24  [2023-08-18]. （原始内容存档于2023-05-31） （日语）.
28. ↑  コミックナタリー編集部. . ナタリー. 2023-07-18  [2025-04-02]. （原始内容存档于2024-12-08） （日语）.
29. ↑  . bilibili.   [2024-12-15]. （原始内容存档于2025-01-29） （中文（中国大陆））.
30. ↑  華視. . 雅虎新聞. 2025-03-11  [2025-04-02]. （原始内容存档于2025-04-02） （中文（臺灣））.
31. ↑  . BanG Dream! Project.   [2024-04-12]. （原始内容存档于2024-05-19） （日语）.
32. ↑  . BanG Dream! Project.   [2024-04-12]. （原始内容存档于2024-05-18） （日语）.
33. ↑  . ナタリー. 2024-07-28  [2024-11-25]. （原始内容存档于2024-12-27） （日语）.
34. Muse木棉花-TW. .   [2025-04-03]. （原始内容存档于2024-12-25） –YouTube （中文（臺灣））.
35. ↑  . BanG Dream! Project. （原始内容存档于2023-11-10） （日语）.
36. 1 2  Brock K. . Anime Feminist. 2024-05-08  [2025-03-19]. （原始内容存档于2025-03-09） （英语）.
37. ↑  . ミニシアター通信. 2023-05-25  [2025-03-30]. （原始内容存档于2024-02-28） （日语）.
38. ↑   . アニメディア. No. April 2025 (学研). 2025-03-10: 11. ASIN B0DX7LNTWY （日语）.
39. 1 2  Masaki Endō. . Oricon. 2023-08-10. （原始内容存档于2024-06-27） （日语）.
40. ↑  . アニメイトタイムズ. 2024-10-01. （原始内容存档于2024-12-22） （日语）.
41. ↑  . Anime Feminist. 2024-01-26 （英语）.
42. 1 2  . アニメイトタイムズ. 2024-06-11  [2025-03-30]. （原始内容存档于2024-11-10） （日语）.
43. ↑  川野優希. . 電ファミニコゲーマー. マレ. 2023-08-17  [2024-11-25]. （原始内容存档于2025-01-28） （日语）.
44. ↑  Shouki Ōta. . ナタリー. 2023-08-07  [2025-03-30]. （原始内容存档于2025-01-28） （日语）.
45. ↑  Yuki Kawano. . 電ファミニコゲーマー. 2023-08-17  [2025-03-19]. （原始内容存档于2025-01-28） （日语）.
46. ↑  Leyvan. . 電ファミニコゲーマー. 2023-09-01 （日语）.
47. ↑  Farris, Christopher. . Anime News Network. 2023-06-28  [2025-02-25]. （原始内容存档于2024-12-26） （英语）.
48. 1 2 3  Farris, Christopher. . Anime News Network. 2023-09-17  [2025-02-25]. （原始内容存档于2025-02-13） （英语）.
49. 1 2 3  Silverman, Rebecca; Beckett, James; Farris, Christopher. . Anime News Network. 2023-12-29  [2025-02-25]. （原始内容存档于2025-02-03） （英语）.
50. ↑  MrAJCosplay; Moore, Caitlin; Jones, Steve. . Anime News Network. 2023-12-30  [2025-02-25]. （原始内容存档于2025-01-28） （英语）.
51. 1 2 3  Farris, Christopher; Eisenbeis, Richard; Dupree, Nicholas; Silverman, Rebecca; Beckett, James. . Anime News Network. 2023-07-01  [2025-02-25]. （原始内容存档于2025-02-04） （英语）.
52. ↑  Yota Tokuda. . Real Sound（日语：リアルサウンド）. 2024-11-08  [2025-03-15]. （原始内容存档于2024-12-06） （日语）.
53. 1 2  學院派天秤座. . 巴哈姆特電玩資訊站. 2023-07-14  [2025-03-31] （中文（臺灣））.
54. 1 2  周斌. . 觸樂. 2023-09-11  [2025-03-31] （中文（中国大陆））.
55. ↑  遠藤政樹. . Oricon. 2023-08-10  [2024-11-25]. （原始内容存档于2024-06-27） （日语）.
56. ↑  Eisenbeis, Richard; Dupree, Nicholas; Gunawan. . Anime News Network. 2023-12-28  [2025-02-25]. （原始内容存档于2025-02-05） （英语）.
57. ↑  Creamer, Nick. . Crunchyroll blog. 2025-01-23  [2025-02-25]. （原始内容存档于2025-01-24） （英语）.
58. ↑  Cayanan, Joanna. . Anime News Network. 2024-03-03  [2025-02-25]. （原始内容存档于2024-03-07） （英语）.
59. ↑  Sayyed, Rayan. . IGN. 2024-03-04  [2025-02-25]. （原始内容存档于2025-01-08） （英语）.
60. ↑  . 游民星空. 2024-01-01 （中文（中国大陆））.
61. ↑  歪力. . 4Gamers. 2025-01-29  [2025-02-03]. （原始内容存档于2025-02-04） （中文（臺灣））.
62. 1 2 3  MrSun. . 雅虎新聞. 2025-01-06  [2025-01-28]. （原始内容存档于2025-01-28） （中文（臺灣））.
63. ↑  . . 三省堂.   [2020-12-01]. （原始内容存档于2024-12-01） （日语）.
64. 1 2  希洛. . 聯合新聞網. 2024-12-09  [2025-01-28]. （原始内容存档于2025-01-28） （中文（臺灣））.
65. ↑  . ガジェット通信. 2023-11-24  [2025-03-30]. （原始内容存档于2024-08-28） （日语）.
66. ↑  油依. . 聯合新聞網. 2024-11-29  [2025-01-28]. （原始内容存档于2025-01-28） （中文（臺灣））.
67. ↑  蕭沁梅. . TVBS新聞. 2024-12-10  [2025-01-28]. （原始内容存档于2025-01-28） （中文（臺灣））.
68. ↑  薯泥. . 4Gamers. 2025-01-02  [2025-01-28]. （原始内容存档于2025-01-28） （中文（臺灣））.
69. ↑  楊智仁. . ETtoday新聞雲. 2025-01-05  [2025-01-28]. （原始内容存档于2025-01-28） （中文（臺灣））.
70. ↑  粉貴. . 聯合新聞網. 2025-01-02  [2025-01-28]. （原始内容存档于2025-01-28） （中文（臺灣））.
71. 1 2  . Anime Recorder. 2023-09-13  [2025-03-04]. （原始内容存档于2024-10-07） （日语）.
72. ↑  @comic_growl.  (推文). 2024-10-21 –Twitter （日语）.
73. ↑  @comic_growl.  (推文). 2024-12-22 –Twitter （日语）.
74. ↑  Mateo, Alex. . Anime News Network. 2023-09-14  [2025-02-25]. （原始内容存档于2025-02-20） （英语）.
75. ↑  Luster, Joseph. . Crunchyroll blog. 2023-09-14  [2025-02-25]. （原始内容存档于2025-02-25） （英语）.
76. ↑  . ナタリー. 2023-09-15  [2023-09-24]. （原始内容存档于2023-10-02） （日语）.
77. ↑   (新闻稿). Bushiroad. PR Newswire. 2025-01-02  [2025-02-25]. （原始内容存档于2025-01-05） （英语）.
78. ↑  希洛. . 聯合新聞網. 2025-03-28  [2025-03-31] （中文（臺灣））.
79. ↑  Mateo, Alex. . Anime News Network. 2025-03-27  [2025-03-27]. （原始内容存档于2025-03-31） （英语）.
80. ↑  霜夜♥ウタ⚾Umi推し⚽. . 巴哈姆特電玩資訊站.   [2024-02-18]. （原始内容存档于2024-02-18） （中文（臺灣））.
81. ↑  . Anime News Network. 2024-02-17  [2024-02-18]. （原始内容存档于2024-04-29） （英语）.

## 外部連結
- 電視動畫《BanG Dream! It's MyGO!!!!!》官方網站（日語）